# Crocosmia
Crocosmia é um gênero da família Iridaceae

## Espécies

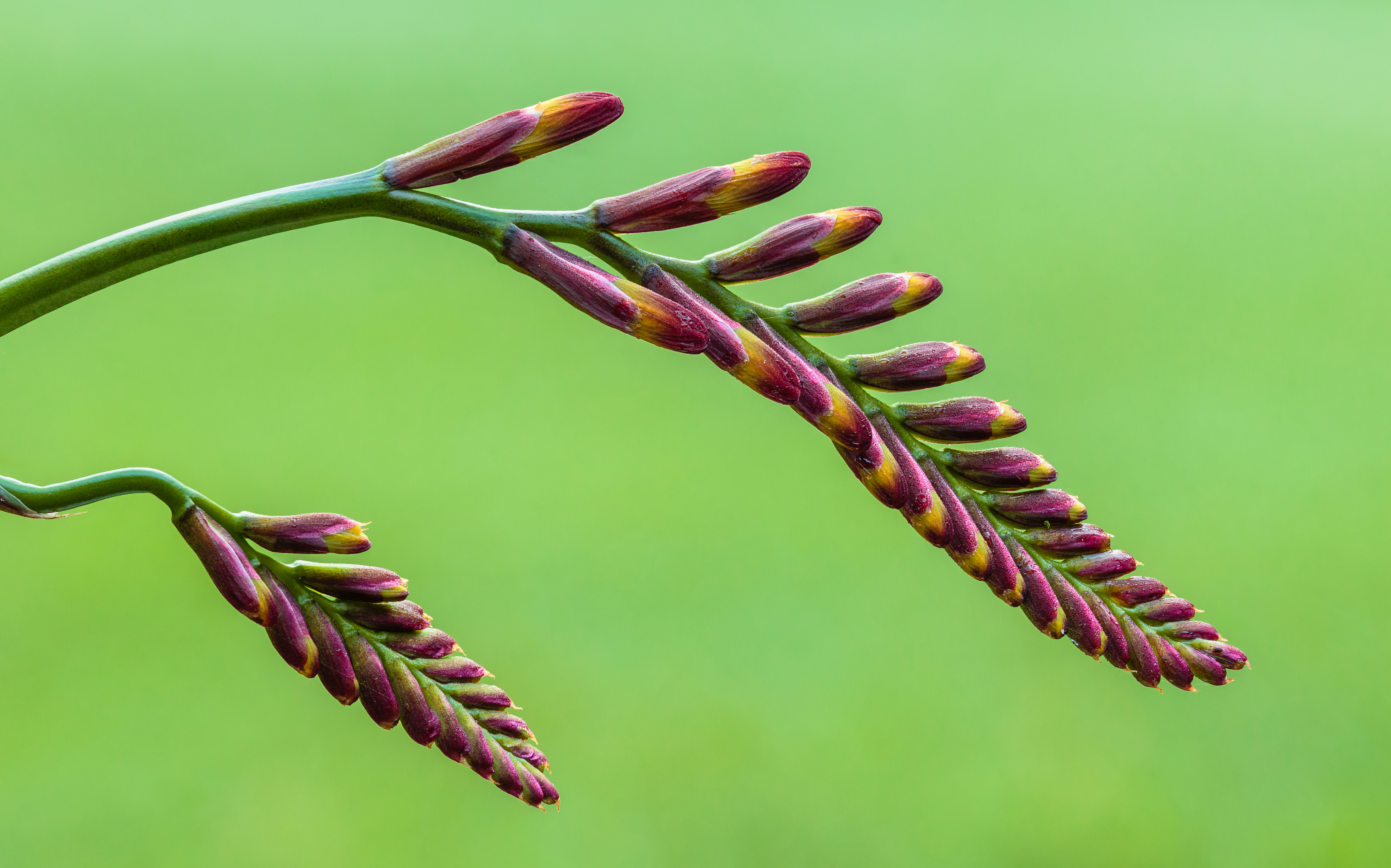
Capullos florales en desarrollo de una Crocosmia 'Lucifer' (Montbretia).

- Crocosmia ambongensis
- Crocosmia aurea
- Crocosmia cinnabarina
- Crocosmia fucata
- Crocosmia luciferans
- Crocosmia maculata
- Crocosmia masonorum
- Crocosmia mathewsiana
- Crocosmia paniculata
- Crocosmia pauciflora
- Crocosmia pearsei
- Crocosmia pottsii